# КМ (экраноплан)
«КМ» (Корабль-макет), за рубежом также известен как «Каспийский монстр» — советский экспериментальный экраноплан, разработанный в конструкторском бюро Р. Е. Алексеева.
Послужил основой для разработки и создания экраноплана-ракетоносца «Лунь» (1987 год).

## История создания
В 1964—1965 годах осуществлялось проектирование и создание уникального, самого большого в мире летательного аппарата — экраноплана КМ, получившего у зарубежных спецслужб название «каспийский монстр». Так расшифровали американцы буквы КМ — корабль-макет — на борту экраноплана. Главным конструктором этого экраноплана был Р. Е. Алексеев, ведущим конструктором — В. П. Ефимов.
Экраноплан имел размах крыла 37,6 м, длину 92 м, максимальную взлётную массу 544 тонны. До появления самолёта Ан-225 «Мрия» это был самый тяжёлый летательный аппарат в мире.
КМ был перспективным транспортным средством для военных и спасателей, однако его проектирование вызывало много трудностей. По документам экраноплан проходил как корабль и относился к ВМФ, так как экранный эффект действует на высоте нескольких метров. Конструктивно он напоминал амфибию (тип лодка). Управляли экспериментальным аппаратом летчики-испытатели.
22 июня 1966 года, перед рассветом, с волжского причала спустили на воду самый крупный на то время летательный аппарат в мире. А затем почти месяц полупритопленный, с отстыкованным крылом, накрытый маскировочной сеткой экраноплан буксировали по Волге из Горького на полигон в Каспийск. По соображениям секретности шли ночью, днём отстаивались.

### Испытания
В 1966 году КМ вышел на испытания, которые проводились на специально созданной испытательно-сдаточной станции на Каспийском море в районе Каспийска (Дагестан).
Когда экраноплан ещё находился в плавучем доке, Доктор (так сотрудники с уважением и симпатией звали Алексеева, как бы подчёркивая высшую, непревзойдённую квалификацию) наравне со всеми тянул канаты, пристыковывая крыло. И вдруг он удивил своих сотрудников, казалось бы, уже привыкших к его неординарности, — взяв полётный лист, Алексеев невозмутимо начертал на нём: «Полёт в доке». Запустили все десять двигателей, грохот нарастал, тросы, удерживающие КМ, натянулись, как струны, на берегу начал ломаться деревянный забор, попавший под выхлопы моторов. При тяге в 40 % от номинальной, док с пришвартованным в нём экранопланом тронулся с места, стало срывать якоря. Удовлетворённый, Алексеев приказал глушить двигатели.
В первом испытательном полёте экраноплан КМ пилотировали В. Ф. Логинов и Р. Е. Алексеев. Дальнейшие испытания проводили ведущие лётчики-испытатели Д. Т. Гарбузов и В. Ф. Трошин. Все эти работы проводились в системе Министерства судостроительной промышленности.
Испытания КМ проходили на Каспии в течение 15 лет до 1980 года. В 1980 году из-за ошибки пилотирования КМ потерпел аварию, жертв не было, экраноплан после аварии ещё неделю оставался на плаву, однако попыток спасти его не предпринималось, после чего затонул. Операций по подъёму, восстановлению или постройке нового экземпляра КМ не проводилось.

## Лётно-технические характеристики
| Размах крыла:                | 37,60 м        |
| Размах хвостового оперения:  | 37,00 м        |
| Длина:                       | 92,00 м        |
| Высота:                      | 21,80 м        |
| Площадь крыла:               | 662,50 м²      |
| Масса пустого экраноплана:   | 240 000 кг     |
| Масса максимальная взлетная: | 544 000 кг     |
| Тип двигателя:               | 10 ТРД ВД-7    |
| Тяга:                        | 10 х 13000 кгс |
| Максимальная скорость:       | 500 км/ч       |
| Крейсерская скорость:        | 430 км/ч       |
| Практическая дальность:      | 1500 км        |
| Высота полета на экране:     | 4-14 м         |
| Мореходность:                | 3 балла        |
| Грузоподъёмность:            | 304 000 кг     |

### Сравнение с аналогами[источникне указан 518 дней]
|                                    | ЭМ типа «Замволт» | ЭМ типа 45 | ЭМ типа 956 | Лунь    | КМ      | Ту-160  | Ту-95  | B-52   |
| ---------------------------------- | ----------------- | ---------- | ----------- | ------- | ------- | ------- | ------ | ------ |
| Внешний вид                        |                   |            |             |         |         |         |        |        |
| Максимальная боевая нагрузка, т    | н/д               | ≈600*      | ≈1500*      | 137     | 304     | 45      | 29,4   | 22,7   |
| Максимальная скорость, км/ч        | 55,6              | 53,7       | 61,9        | 500     | 500     | 2230    | 882    | 957    |
| Максимальная дальность, км         | н/д               | 13 000     | 8300        | 2000    | 1500    | 13 950  | 15 000 | 16 090 |
| Суммарная масса крылатых ракет, кг | н/д               | 21 600     | 31 440      | 24 900  | н/д     | 26 400  | 12 000 | 17 400 |
| Совокупная тяга двигателей, кгс    | 7 956 000         | 4 050 000  | 7 500 000   | 104 000 | 130 000 | 100 000 | 48 000 | 61 680 |
| Экипаж, чел.                       | 148               | 190 (235)  | 296 (358)   | 10      | н/д     | 4       | 9      | 5      |

Максимальная боевая нагрузка судов — требуется уточнить данные: сейчас это разность между стандартным и полным водоизмещением. Суммарная масса крылатых ракет рассчитана на основе массы ракет и их количества.
Практическая дальность полёта в таблице, в отношении экранопланов, представлена не очень выгодно, однако современные истребители, такие как Су-33, Су-57, F-22, F-35, имеют практическую дальность полёта 1000—1500 км у поверхности и 2000—4500 км на высоте. Таким образом, максимальная дальность полёта экранопланов соизмерима с дальностью полёта истребителей на высоте, а при полёте над поверхностью — даже больше, чем у истребителей. Для истребителей имеется возможность дозаправки в воздухе. Возможность дозаправки больших экранопланов на воде, например, с танкера, вероятно, не изучалась по причине приостановки работ над проектами.

## В массовой культуре
- КМ присутствует в некоторых заданиях игры Microsoft Flight Simulator X.
- КМ эпизодически присутствует в первой части аниме Rebuild of Evangelion.
- КМ присутствует в качестве транспорта в романе Андрея Дьякова «Метро 2033. За горизонт», он изображён на обложке книги (на самом деле, прообразом транспорта в книге послужил экраноплан «Лунь», который на данный момент находится в Дербенте).
- КМ присутствует в японском анимационном фильме «Евангелион 1.0: Ты (не) один»[6].

### Моделирование
- Масштабную модель в масштабе 1:144 выпускает фирма «Anigrand».